# Telmaturgus indonesianus
Telmaturgus indonesianus är en tvåvingeart som beskrevs av Jennifer L. Hollis 1964. Telmaturgus indonesianus ingår i släktet Telmaturgus och familjen styltflugor. Inga underarter finns listade i Catalogue of Life.